# Rainulfo, o Jovem
Ranulfo ou Ranulfo, o Jovem, o 3.° Conde de Chester (1070-1129) foi um magnata normando baseado no norte e centro da Inglaterra. Originário de Bessin, na Normandia, Ranulfo fez carreira na Inglaterra graças ao seu parentesco com Hugo de Avranches - o Conde de Chester, o patrocínio dos reis Guilherme II Ruivo e Henrique I Beauclerc e seu casamento com Lucy, herdeira das propriedades Bolingbroke-Spalding em Lincolnshire.‎
Ranulfo lutou na Normandia em nome de Henrique I e serviu ao rei inglês como uma espécie de governador semi-independente no extremo noroeste, em Cumberland e Westmorland, fundando o Priorado de Wetheral. Depois da morte de seu primo Ricardo de Avranches no desastre do navio branco de novembro de 1120, Ranulfo tornou-se conde do condado de Chester nas marchas anglo-galesas. Ele ocupou esta posição pelo resto de sua vida, e passou o título para seu filho, Ranulfo de Gernon.

## Biografia
O pai e a mãe de Ranulfo representavam duas famílias diferentes de viscondes na Normandia, e ambos estavam fortemente ligados a Henrique, filho de Guilherme, o Conquistador. Seu pai foi Ranulfo de Briquessart, e possivelmente por este motivo o ex-Ranulfo foi denominado "o Jovem" (le Meschin). O pai de Ranulfo foi visconde de Bessin, a área em volta de Bayeux. Além de Odo, bispo de Bayeux, Ranulfo o mais velho era o magnata mais poderoso da região de Bessin, na Normandia. A bisavó de Ranulfo pode até ter pertencido à família ducal da Normandia, já que o bisavô paterno, visconde de Anschitil, é conhecido por ter se casado com uma filha do duque Ricardo III.